# Vox (revista)
Vox fue una revista satírica ilustrada editada entre 1933 y 1945 por el servicio de propaganda de la Alemania nazi. Se publicó en diversos idiomas, entre ellos el español, el alemán y el croata. En esta revista participó el ilustrador alemán Emmerich Huber (1903-1979).
La revista pretendía difundir, en tono desenfadado, propaganda de la Alemania nazi para lavar su imagen y atacar a los enemigos de Hitler (el comunismo, Stalin, los judíos, Estados Unidos, Roosevelt, Gran Bretaña, Winston Churchill, etc.). Sus páginas interiores eran escritas en varios idiomas, de manera simultánea. La edición corría a cargo del Ministerio de Asuntos Exteriores de la Alemania nazi, que tuvo como uno de sus máximos exponentes a Joachim von Ribbentrop, condenado a muerte en los juicios de Núremberg.
En España se ha difundido que el nombre del partido político Vox tiene su origen en esta publicación, pero no se han encontrado pruebas firmes al respecto.